# Mohamed Bencheneb
Mohamed Bencheneb, né le 26 octobre 1869 à Médéa et mort le 5 février 1929 à Alger, est un écrivain algérien et un professeur à la faculté des lettres d’Alger. Il est l'un des chefs de file de la renaissance arabo-musulmane dans le monde arabe et en Algérie.

## Biographie
Mohamed Bencheneb naît en 1869. Bencheneb devient professeur à partir de 1889, maîtrisant plusieurs langues, en plus de l'arabe et du français, ayant appris le latin, l'anglais, l'italien, l'espagnol, l'allemand, le persan et le turc. Bencheneb enseigne à l'école supérieure des beaux-arts d'Alger avant d'être envoyé en 1898 enseigner aux Medersas de Constantine pendant trois ans. Il retourne enseigner à Alger en 1901, et devient, en 1908, maître conférencier dans l'enseignement supérieur. Il publie plusieurs articles : l'un de ses premiers dans la Revue algérienne de droit en 1895, puis dans la Revue africaine (« African Journal ») où la plupart de ses articles sont publiés.
Il meurt le 5 février 1929 dans l’antique cité de la Casbah. Il est inhumé au mausolée de Sidi Abderrahmane Et-Thaâlibi, où se trouve le cimetière familial, et une rue porte son nom. Il a fortement marqué la littérature, la pensée et les valeurs humaines et culturelles en Algérie et dans l'espace maghrébin. Son œuvre englobe de nombreuses branches des lettres et des sciences humaines dans des domaines aussi étendus que le droit musulman, la théologie, la linguistique, la poésie, la philosophie, l’histoire et la littérature comparée.

## Ouvrages
Mohamed Bencheneb publie de nombreuses recherches à l'instar de l'étude sur les Sources musulmanes dans la divine comédie de Dante, parue en 1919 dans la Revue africaine, devenant ainsi le précurseur de la littérature comparée en Algérie.
Il traduit en français la lettre de l’imam El Ghazali relative à l’éducation, publiée dans la Revue africaine en 1901 sous le titre Lettre sur l'éducation des enfants du philosophe Ghazali, après en avoir traduit une semblable en 1897 sous le titre Notions de pédagogie musulmane.
En 1898, il publie Itinéraire de Tlemcen à la Mecque par Ben Messaïb, curieuse relation poétique du XVIIIe siècle.
De 1906 à 1907, il publie trois volumes de Proverbes arabes de l'Algérie et du Maghreb, un recueil sur Les Personnages mentionnés dans l'idjaza du cheikh Abd el-Qddir el-Fassi et Les mots turcs et persans dans le parler algérien.
Il publie aussi Tohfat El Arab en 1906, El Moquaddima d'Ibn El Abbar conjointement avec l'orientaliste arabisant français Alfred Bel en 1918 et le Dictionnaire arabe français d'Ibn S'dira en 1924.